# Диспут у ноћи
„Диспут у ноћи“ је југословенски филм из 1976. године. Режирао га је Миленко Маричић, а сценарио је писао Предраг Голубовић.

## Улоге
| Глумац                   | Улога               |
| ------------------------ | ------------------- |
| Стево Жигон              | Еразмо Ротердамски  |
| Јован Милићевић          | Мартин Лутер        |
| Горан Букилић            | Студент из Лајпцига |
| Ђорђе Јелисић            | Камербах            |
| Петар Краљ               | Улрих фон Хутен     |
| Боривоје Бора Стојановић | Фрањевац            |